# Ким Бусик
Ким Бусик (кор. 김부식, 金富軾) — корейский историк и государственный деятель. Автор официальной династийной истории «Самгук саги», посвящённой истории Кореи эпохи Трёх государств. Был родом из аристократической семьи, чьи предки были родственниками королевскому семейству Силла. Родился в 1075 году в столице Силла Кёнджу. В 1096 году поступил на службу.

## Сочинения
- Ким Бусик. Самкук саги. Летописи Силла / изд. текста, пер., вступ. ст. и коммент. М. Н. Пака. — Москва : Издат. фирма «Восточная литература» РАН, 2001. — 383, [1], V, [1]; [VII], 1, 202 с.
- Ким Бусик. Самгук саги. Летописи Когурё. Летописи Пэкче. Хронологические таблицы / изд. текста, пер., вступ. ст. и коммент. М. Н. Пака; [отв. ред. Л. Р. Концевич]. — Москва: Издат. фирма «Восточная литература» РАН, 1995. — 405, [1], VII, [1]; [2], VI, [1], 344, [1] с.
- Ким Бусик. Самгук саги. Разные описания. Биографии / изд. текста, пер., вступ. ст., коммент., прил. под общ. ред. М. Н. Пака и Л. Р. Концевича; [отв. ред. М. Н. Пак, Л. Р. Концевич]. — Москва: Издат. фирма «Восточная литература» РАН, 2002. — 444, XVIII; [2], VI, 217, [1] с.